# Triptorelin
Triptorelin, được bán dưới tên thương hiệu Decapeptyl và Gonapeptyl trong số những loại khác, là một loại thuốc gây kích thích tuyến yên, do đó làm giảm bài tiết hormone luteinizing (LH) và hormone kích thích nang trứng (FSH).
Nó là một decapeptide (pGlu-His-Trp-Ser-Tyr- D -Trp-Leu-Arg-Pro-Gly-NH2) và một chất chủ vận hormone giải phóng gonadotropin (chất chủ vận GnRH) được sử dụng làm muối axetat hoặc pamoate.
Nó được cấp bằng sáng chế vào năm 1975 và được chấp thuận cho sử dụng y tế vào năm 1986.

## Sử dụng trong y tế
Triptorelin được sử dụng để điều trị ung thư tuyến tiền liệt (PCa) như là một phần của liệu pháp thiếu hụt androgen (ADT). Một loại thuốc tiêm ADT khác thường được sử dụng để điều trị PCa bao gồm Lupron cũng nhắm vào tuyến yên. Tác dụng phụ bao gồm tăng cân, bốc hỏa, sương mù não, mệt mỏi về thể chất và đau nhức. Trong số các bệnh nhân PCa, cả Trelstar (triptorlelin) và Lupron đều được gọi là "thuốc từ địa ngục" do tác dụng phụ tàn phá của chúng. Tác dụng phụ sang một bên, triptorelin và Lupron đều làm giảm PSA (kháng nguyên đặc hiệu tuyến tiền liệt) và testosterone. Triprorelin và Lupron đều tạo ra thiến hóa học. Các loại thuốc khác được sử dụng để điều trị ung thư tuyến tiền liệt đã được điều trị cho những bệnh nhân "kháng thuốc" và những người dùng triprorelin và lupron không còn làm chậm hoặc ngăn chặn sự lây lan của PCa.
Một cách sử dụng phổ biến khác ở Vương quốc Anh là dùng liệu pháp thay thế hormone để ức chế nồng độ testosterone hoặc estrogen ở người chuyển giới (kết hợp với estradiol valerate cho phụ nữ chuyển giới hoặc testosterone cho người chuyển giới). Spironolactone và cyproterone axetat là những loại thuốc khác được người chuyển giới sử dụng để ức chế hormone giới tính, nhưng những loại thuốc này có cơ chế hoạt động hoàn toàn khác nhau.
Triptorelin đã được sử dụng như một tác nhân thiến hóa học để làm giảm sự thôi thúc tình dục ở những người phạm tội tình dục.

## Xã hội và văn hoá

### Tên thương hiệu
Triptorelin được bán trên thị trường dưới tên thương hiệu Decapeptyl (Ipsen) và Dodeseline và Gonapeptyl (Ferring Enterprises). Tại Hoa Kỳ, nó được bán bởi Watson Pharmaceuticals với tên Trelstar. Tại Iran, triptorelin được bán trên thị trường dưới tên thương hiệu Variopeptyl.